# Coupe d'Algérie de basket-ball 2017-2018
Navigation
Coupe d'Algérie 2016-2017 Coupe d'Algérie 2018-2019
La Coupe d'Algérie 2017-2018 est la 47e édition de la Coupe d'Algérie de basket-ball, compétition à élimination directe mettant aux prises des clubs de basket-ball amateurs et professionnels affiliés à la fédération algérienne de basket-ball.

## Résultats

### Trente-deuxièmes de finale
Tirage au sort effectué le dimanche 24 décembre au siége de la fédération algérienne de basket-ball.
| #  | Date | Club 1          | Résultat | Club 2             | Lieu |
| -- | ---- | --------------- | -------- | ------------------ | ---- |
| 1  |      | TRA Draria      | -        | JRB Chlef          |      |
| 2  |      | AB Skikda       | -        | FCB Ain Témouchent |      |
| 3  |      | RCB             | -        | PS Tenes           |      |
| 4  |      | JSB M'Sila      | -        | OS Rlizane         |      |
| 5  |      | Hamra Annaba    | -        | US Ali Mandjeli    |      |
| 6  |      | ASS Oum Bouaghi | -        | ESB Ouargla        |      |
| 7  |      | AS PTT Oran     | -        | US Biskra          |      |
| 8  |      | Tebessa         | -        | JSBAEA             |      |
| 9  |      | WRB Djelfa      | -        | MC Saida           |      |
| 10 |      | MOO Ouargla     | -        | US Birkhadem       |      |
| 11 |      | CR Beni Saf     | -        | AFAK Mostaganem    |      |
| 12 |      | JSB Laghouat    | -        | ASL Jijel          |      |
| 13 |      | CRB Témouchent  | -        | M Oauled Chbel     |      |
| 14 |      | COBB Oran       |          | IRD Kasentina      |      |
| 15 |      | EB Sidi Moussa  |          | ASJ Karma          |      |

### Seizièmes de finale
Résultats des 1/16 de finale paru dans l'écho d'Oran, Numéro 5361 du Lundi 19 février 2018, page 18.
| #  | Date                | Club 1                  | Résultat | Club 2 | Arbitres | Lieu |
| -- | ------------------- | ----------------------- | --- | --- | --- | --- |
| 1  | vendredi 16 fevrier | Olympique Miliana       | 58 - 87 | CRB Dar El Beida | Zenagui, Bengoufa | 15h00 a staouéli |
| 2  | vendredi 16 fevrier | USM Blida               | 63 - 55 | CB Rouiba | Si Youssef, Driouche | 16h30 a staouéli |
| 3  | vendredi 16 fevrier | OS Bordj Bou Arréridj   | 20 - 00 | CR Béni Saf | Belkham, Amrane | 18h00 a boufarik |
| 4  | vendredi 16 fevrier | IRB Bordj Bou Arreridj  | 99 - 55 | AS Karma | Bouarifi, Laoubi | 16h30 a boufarik |
| 5  | vendredi 16 fevrier | NB Staoueli             | 86 - 64 | Hamra Annaba | Maadjoudj, Belkada | 16h30 a setif |
| 6  | samedi 17 fevrier   | US Biskra               | 00 - 20 | JS Bae Ain Arbaa | Larouci, Ouldache | 15h00 a staouéli |
| 7  | samedi 17 fevrier   | OM Relizane             | 27 - 83 | Olympique Batna | Ferrani, Heddi | 16h30 a staouéli |
| 8  | samedi 17 fevrier   | NA Hussein Dey          | 20 - 00 | COBB Oran | Belkham, Bengoufa | 15h00 a miliana |
| 9  | samedi 17 fevrier   | US Birkhadem            | 66-64 (a.p) | CB Témouchent | Berrah, Kahalou | 16h30 a miliana |
| 10 | samedi 17 fevrier   | RC Constantine          | 20 - 00 | WRB Djelfa | Belkada, Amrane | 15h00 a boufarik |
| 11 | samedi 17 fevrier   | M Ouled Chebel          | 46 - 53 | CSC Gué de Constantine | Si Youssef, Laoubi | 16h30 a boufarik |
| 12 | samedi 17 fevrier   | US Sétif                | 79 - 51 | AS Oum el Bouaghi | Hamad, Guermeche.A | 15h00 a constantine |
| 13 | samedi 17 fevrier   | CSMBB Ouargla           | 00 - 20 | TRA Draria | Saadi, Bennani.A | 15h00 a laghouat |
| 14 | samedi 17 fevrier   | ASL Jijel               | 00 - 20 | WO Boufarik | | 14h00 a boumerdes |
| 15 | samedi 17 fevrier   | USM Alger               | 80 - 82 (a.p) | PS El Eulma | Driouche, Bouarifi | 15h30 a boumerdes |
| 16 | ***                 | GS Pétroliers (exempté) | nb ; enrigistre les forfaits des clubs suivantes ;crbéni saf . usbiskra . cobboran . wrbdjelfa . csmbbouargla . et asl jijel | nb ; enrigistre les forfaits des clubs suivantes ;crbéni saf . usbiskra . cobboran . wrbdjelfa . csmbbouargla . et asl jijel | nb ; enrigistre les forfaits des clubs suivantes ;crbéni saf . usbiskra . cobboran . wrbdjelfa . csmbbouargla . et asl jijel | nb ; enrigistre les forfaits des clubs suivantes ;crbéni saf . usbiskra . cobboran . wrbdjelfa . csmbbouargla . et asl jijel |

### Huitièmes de finale
Tirage au sort effectué le samedi 24 février au siège de la fédération algérienne de basket-ball.
| #    | Date                              | Club 1                 | Résultat                                                                                      | Club 2                     | Lieu |
| ---- | --------------------------------- | ---------------------- | --------------------------------------------------------------------------------------------- | -------------------------- | --- |
| 1    | vendredi 16 mars 2018 a 16h 00    | RC Constantine         | 67 - 70                                                                                       | NB Staoueli                | a sétif |
| 2    | vendredi 16 mars 2018 a 14h 30    | CRB Dar El Beida       | 70 - 68                                                                                       | USM Blida                  | a staouéli |
| 3    | vendredi 16 mars 2018 a 16h00     | TRA Draria             | 47 - 52                                                                                       | PS El Eulma                | a si mustapha |
| 4    | vendredi 16 mars 2018 a 16h 00    | GS Pétroliers          | 60-44 (match arrêté après 8 minutes et 52 secondes du 3ème quart-temps (résultats homologués) | WO Boufarik                | salle harcha hacene alger * match à rejouer le mardi 24 avril 2018a 16h 0 a staouéli (huis-clos). L'équipe de boufarik a refusé de jouer le temps qui reste de la partie) à cause de la décision de la fabb .(contre le huis-clos) . |
| 5    | samedi 17 mars 2018 a 16h 00      | OS Bordj Bou Arréridj  | 74 - 66                                                                                       | CSC Disser Kassentina      | a m'sila |
| 6    | samedi 17 mars 2018 a 16h 00      | O Batna                | 64 - 66                                                                                       | NA Hussein Dey             | a setif |
| 7    | samedi 17 mars 2018 a 14h 30      | US Birkhadem           | 00- 20 (forfait du u s birkhadem .)                                                           | IRB Bordj Bou Arreridj     | a m'sila |
| 8    | vendredi 16 mars 2018 a 16 h 00.  | US Sétif               | 79 - 57                                                                                       | JS Bae Ain Arbaa           | a boufarik |
| nb ; | source ;planete sport numero 3649 | du samedi 10 mars 2018 | page 8.                                                                                       | programme des 1/8 de final | source du resultats ; radio algerienne ; samedi 17 mars 2018 a 9h 00. |

### Quarts de finale
tirage au sort ;le mardi 20 mars 2018au siége de la fabb .  les matches seront joués les 13 et 14 avril 2018.        * 1- ussetif / nbstaouéli (71-55).....*2- nahussein dey / osbba(66-53) ....*3- irbba / gsp  (65-91) ....4- crbdar beida / psel-eulma (78-41)        ******************1/4 dames ; samedi 14 avril 2018 ; 1-a si mustapha ; mtsetif / jfkouba(00     /  20) ....2- a el-eulma; usabatna / rcbba (45  / 54)...*3- a staouéli ; hussein dey marines / ocalger   (67  / 49)...4- a el-eulma ;  cr ali mendjeli / gsp (00  /  20) ...* nb ; source ; l'écho d'oran numéro 5388 du jeudi 22 mars 2018 page 20.  (ouvrez les pages dames coupe et championnat 2018   .*nb; source ; resultats des quarts de finale parus dans l'echo d'oran numero 5423 du jeudi 3 mai 2018 page 21.

### Demi-finales
samedi 5 mai 2018. a rouiba    * nahd/ gsp (69../.71..) mi-temps 39-41. a m'sila  * crb dar beida / ussetif (60../..66.).    ***1/2 finales ;dames ;
vendredi 4 mai 2018 a si mustapha (boumerdes) mtsetif / hussein dey marines (64-84) mi-temps 36-44.      *gspétroliérs / rcbordj bou arréridj (77-38) mi-temps 40-10.

### Finale de la coupe
le 8 juin 2018 à 23h 40;(salle harcha hacene alger)  ;* hommes ; gsp / usseif (75-56) .mi-temps 37-22 * nb ; match télévisé en direct sur canal algerie et d'zair tv .     ** * dames ;hdm/gsp (74-50) mi-temps 17-37.

### Autres références
1. ↑  « Tirage au sort 32ème finale coupe d'Algérie », sur fabbalgerie.org, 24 décembre 2017 (consulté le 24 décembre 2017)
2. ↑  Programmes des rencontres des 1/16 de finale parues dans le quotidien l' echo d'oran numero 5358 du jeudi 15 fevrier 2018 page 18.
3. ↑  « Désignation Rectifiée (Coupe d'Algérie & Championnat) 16 et 17 Février 2018 », sur fabbalgerie.org, 15 février 2018 (consulté le 17 février 2018)